# ドール・カーカム式望遠鏡
ドール・カーカム式望遠鏡（Dall-Kirkham telescope ）はカセグレン式望遠鏡の一形式である。
現在は一般に「楕円面主鏡と球面副鏡を用いたカセグレン型の反射望遠鏡」と説明されるが、発明者の考えは少し違う。

## 発明
イギリスのアマチュア天文家ホレース・ドール（Horace Dall ）は鏡筒直径わずか482.6mm、ファインダーを含めた全重量2.5kgと非常に小型のカセグレン式望遠鏡を製作して1932年のイギリス天文学会会場に展示した。この望遠鏡は口径6in=152.4mm、主鏡の焦点距離489mmF3.2、副鏡直径1.2in=30.5mm、合成焦点距離1980mmF13、正立レンズは色消しで直径21.5mm、焦点距離50.8mmであった。この望遠鏡に関してその後アラン・カーカム（Allan Kirkham ）が計算公式を作り、『アマチュア・テレスコープ・メーキング』という本の編者アルバート・G・インゴールス（Albert G. Ingalls ）が1951年にドール・カーカム式望遠鏡と命名した。
正立レンズがあるのでカセグレン式望遠鏡でままトラブルになる遮光筒が不要であり像が正立であること、合成焦点が前に出ているため副鏡が極めて小さく回折による画質低下がないことが特徴である。

## 特徴
主鏡は球面鏡を放物面鏡に修正する途中でできる楕円面であり、自作が容易でありかつ点光源とナイフで正確に検査できる。中心像はシャープだが、コマ収差はカセグレン式望遠鏡の約4倍もあり、高倍率の観測に適する。主鏡と副鏡の光軸合わせが容易である。